# Chaetodoryx richardi
Chaetodoryx richardi är en svampdjursart som beskrevs av Topsent 1927. Chaetodoryx richardi ingår i släktet Chaetodoryx och familjen Coelosphaeridae. Inga underarter finns listade i Catalogue of Life.